# National Highway 1 (Australien)

Verlauf

Der National Highway 1, oft auch nur als Highway 1 bezeichnet, ist mit etwa 13.600 Kilometern die längste Fernstraße Australiens. Der Highway 1 folgt dem Verlauf der Küste und umrundet den gesamten australischen Kontinent.

## Allgemeines
Er gehört mit der Panamericana oder dem Transsibirien-Highway in Russland zu den längsten nationalen Straßenverbindungen weltweit. Der Highway 1 verbindet die Hauptstädte Brisbane, Darwin, Perth, Adelaide, Melbourne und Sydney. Einen eigenen Abschnitt des Highway 1 gibt es auch auf Tasmanien.

## Geschichte
1955 wurde in Australien das nationale Straßen-Nummerierungs-System eingeführt. Zu dieser Zeit war der Highway 1 der einzige echte National Highway. Dies bedeutete aber nicht, dass der Highway 1 die jeweils kürzeste Verbindung zwischen zwei Orten darstellt. Viele andere Highways waren zu dieser Zeit nicht mehr als Nebenstraßen des Highway 1.
Einige Straßen, die parallel zum Highway 1 verlaufen, wurden damals als National Route Alternative 1 bezeichnet, auf Straßenschildern als ALT 1 ausgewiesen. Diese konnten als Ausweichstrecke genutzt werden, ohne dass man dabei die generelle Fahrtrichtung änderte oder sein Ziel verfehlte.
In den 1990er Jahren wurde in Australien ein neues National Highway System eingeführt. Dabei wurden neue alphanumerische Bezeichnungen für Straßen eingeführt. Dabei werden die Straßen je nach Bedeutung mit den Buchstaben A, B, C, D oder M bezeichnet. Dies hatte zur Folge, dass die Bezeichnung Highway 1 an Bedeutung einbüßte und Strecken, die früher als Alternative 1 ausgewiesen waren, eigene Nummern erhielten.

## Heute
Heute ist der Highway 1 nach wie vor ein wichtiger Bestandteil im Netzwerk der australischen Fernstraßen. Seit der Einführung des National Highway Systems in den 1990er Jahren und dessen schrittweiser Umsetzung in den einzelnen Staaten ist der Highway 1 heute größtenteils als A1 oder M1 ausgeschildert. Die ursprüngliche Beschilderung des Highway 1 ist dagegen größtenteils verschwunden.
In den Ballungsräumen der größeren Städte ist der Highway 1 sehr gut ausgebaut und als vier-, teilweise auch sechsspurige Straße befahrbar. In ländlichen Gegenden ist die Straße teilweise schlechter ausgebaut, vor allem was die technische Infrastruktur betrifft (z. B. Tankstellen oder Raststätten).
Die folgende Tabelle listet den Verlauf des National Highway 1, beginnend von Brisbane entgegen dem Uhrzeigersinn:
| Staat / Territorium                    | Von                           | Nach                          | Highway / Straße             | Länge (km) | Beschilderung |
| -------------------------------------- | ----------------------------- | ----------------------------- | ---------------------------- | ---------- | ------------- |
| Queensland                             | Brisbane                      | Cairns                        | Bruce Highway                | 1.652      |               |
|                                        | Cairns                        | Smithfield                    | Captain Cook Highway         | 12         |               |
|                                        | Smithfield                    | Forty-Mile-Scrub-Nationalpark | Kennedy Highway              | 238        |               |
|                                        | Forty-Mile-Scrub-Nationalpark | Normanton                     | Gulf Developmental Road      | 445        |               |
| Queensland / Northern Territory        | Normanton                     | Borroloola                    | Savannah Way                 | 1.350      |               |
|                                        | Borroloola                    | Daly Waters                   | Carpentaria Highway          | 386        |               |
|                                        | Daly Waters                   | Darwin                        | Stuart Highway               | 590        |               |
|                                        | Darwin                        | Katherine                     | Stuart Highway               | 317        |               |
| Northern Territory / Western Australia | Katherine                     | Wyndham                       | Victoria Highway             | 618        |               |
|                                        | Wyndham                       | Port Hedland                  | Great Northern Highway       | 1.602      |               |
|                                        | Port Hedland                  | Geraldton                     | North West Coastal Highway   | 1.340      |               |
|                                        | Geraldton                     | Perth                         | Brand Highway                | 424        |               |
|                                        | Perth                         | Mandurah                      | Kwinana Freeway              | 73         |               |
|                                        | Mandurah                      | Bunbury                       | Old Coast Road               | 108        |               |
|                                        | Bunbury                       | Walpole                       | South Western Highway        | 250        |               |
|                                        | Walpole                       | Esperance                     | South Coast Highway          | 605        |               |
|                                        | Esperance                     | Norseman                      | Coolgardie-Esperance Highway | 368        |               |
| Western Australia / South Australia    | Norseman                      | Port Augusta                  | Eyre Highway                 | 1.675      |               |
|                                        | Port Augusta                  | Port Wakefield                | Princes Highway              | 210        |               |
|                                        | Port Wakefield                | Adelaide                      | Port Wakefield Road          | 98         |               |
| South Australia / Victoria             | Adelaide                      | Melbourne                     | Princes Highway              | 898        |               |
| Victoria / New South Wales             | Melbourne                     | Sydney                        | Princes Highway              | 1.040      |               |
| New South Wales / Queensland           | Sydney                        | Brisbane                      | Pacific Highway              | 1.025      |               |
|                                        |                               |                               |                              |            |               |
| Tasmanien                              | Burnie                        | Devonport                     | Bass Highway                 | 49         |               |
|                                        | Devonport                     | Launceston                    | Bass Highway                 | 100        |               |
|                                        | Launceston                    | Granton                       | Midland Highway              | 182        |               |
|                                        | Granton                       | Hobart                        | Brooker Highway              | 19         |               |

## Rekorde
Der Highway diente mit seinem um Australien herumführenden Verlauf für diverse Langstreckenrennen zur Umrundung Australiens. So benötigte Ross Atkins 1982 für die Strecke von 15015 km (ohne den Verlauf in Tasmanien) eine Zeit von 6 Tagen, 22 Stunden und 57 Minuten mit seiner seriennnahen Kawasaki Z 1300. Während des Rennens stoppte er nur zum Tanken und insgesamt fünf Mal zum Schlafen, insgesamt schlief er in dieser Zeit 22 Stunden. Seine Strecke führte von Start in Melbourne nach Brisbane (fünf Stunden Schlaf), Darwin (fünf), die Nähe von Broome (sechs), Perth (fünf) und über die Nullarbor-Ebene (zwei) wieder zurück nach Melbourne.